# Holdviola (növénynemzetség)

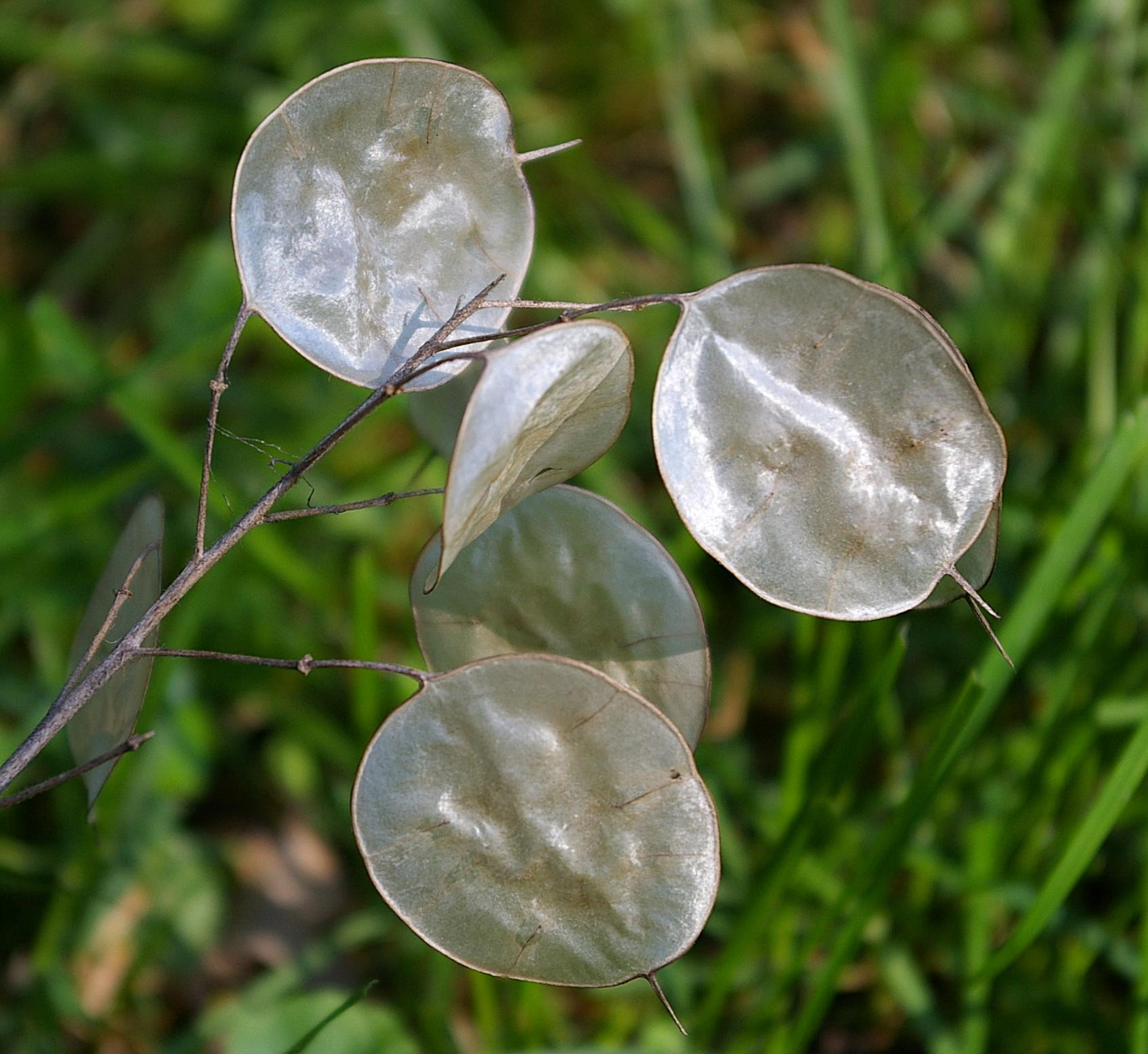
A Lunaria annua termései

A holdviola (Lunaria) a valódi kétszikűek keresztesvirágúak (Brassicales) rendjéhez, ezen belül a káposztafélék (Brassicaceae) családjához tartozó növénynemzetség. Közép- és Dél-Európában őshonos, de sokfelé tartják kerti dísznövényként, így a mérsékelt égövi területeken sokfelé elterjesztették.
A génusz nevét a Holdról kapta, utalva a csaknem kör alakú, ezüstös termésekre.
Levelei szívesek, virágai fehér vagy lila színűek. A termés 2–7 cm hosszú, lapos, áttetsző becőketermés.  Miután a termés két fele elszárad és lehullik, tengelyében a replum (álválaszfal) még sokáig megmaradhat.

## Fajok
Három faj tartozik ide:
- Kerti holdviola (Lunaria annua L.. Syn.: Lunaria biennis Moench)
- Erdei holdviola (Lunaria rediviva L., Syn.: Lunaria alpina Bergeret)
- Lunaria telekiana Jáv. (Albániából írták le)[2]